# فياليتا باردزيلوسكايا
فياليتا ألكسندروفنا باردزيلوسكايا (بيلاروسية:Віялета Аляксандраўна Бардзілоўская؛ ولدت في 7 يونيو 2005) هي لاعبة جمباز الترامبولين بيلاروسية. تنافست كلاعبة محايدة فردية في دورة الألعاب الأولمبية الصيفية 2024 وفازت بالميدالية الفضية في نهائي فردي الترامبولين، حصلت على الميدالية الذهبية في فئة الناشئين في بطولة أوروبا للترامبولين 2021 في الترامبولين المتزامن في شريكتها في ثنائي ماريا سيارهيفا.
فازت باردزيلوسكايا بحصة للألعاب الأولمبية 2024 بنتائجها في سلسلة كأس العالم 2024. في يونيو، تمت الموافقة عليها للتنافس كرياضية محايدة فردية من قبل اللجنة الأولمبية الدولية. في الألعاب الأولمبية، فازت بالميدالية الفضية في مسابقة الترامبولين الفردية خلف البريطانية بريوني بيج.  كانت أول رياضي محايد فردي من بين 32 رياضيًا يفوز بميدالية.